# Крат Михайло Миколайович
Миха́йло Микола́йович Крат (6 серпня 1892, Гадяч Полтавщина, Російська імперія — 8 серпня 1979, Детройт, США) — український військовий діяч, генерал-хорунжий Армії УНР. Учасник Першої світової війни, полковник Російської імператорської армії. У добу Директорії УНР — старшина Армії УНР, з серпня 1919 року — командир 8-го Чорноморського полку 3-ї Залізної стрілецької дивізії.

## Життєпис
Народився в Гадячі. Козацького походження, його предки були бунчуковими та значковими товаришами, один з них обіймав посаду сотника.

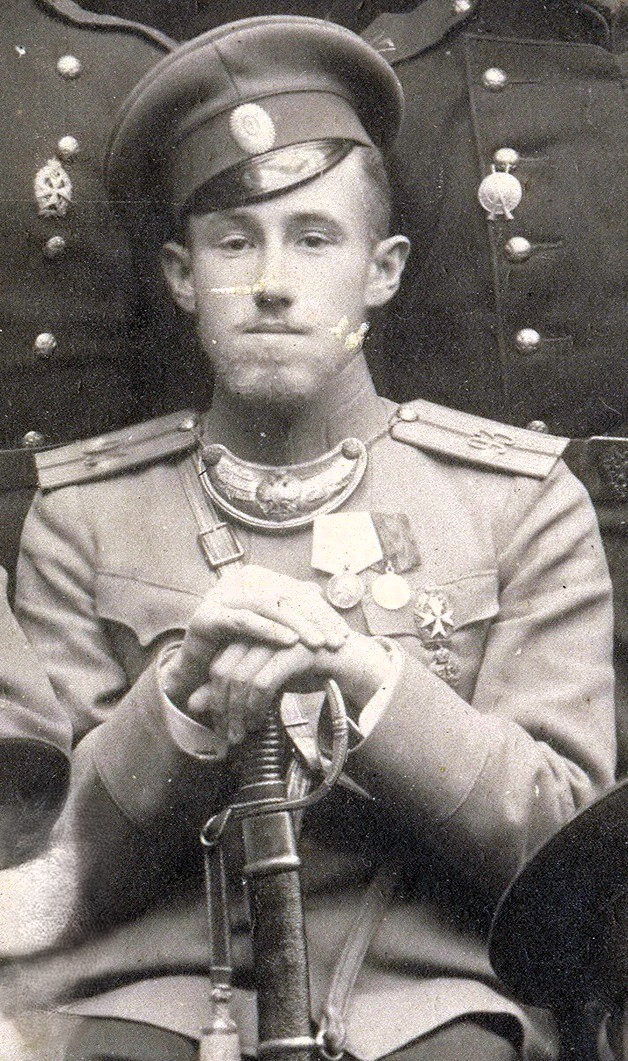
Михайло Крат - підпоручник 93-го піхотного Іркутського полку

Взимку 1905 року став кадетом четвертої класу першого Кадетського корпусу в Петербурзі. Закінчив Полтавський кадетський корпус, Чугуївське піхотне юнкерське училище (1913). Служив у Пскові, в 93-му піхотному Іркутському полку.
Згодом одружився з Євдокією з Шевченків. У роки Першої світової, на фронті, командир 93-го піхотного полку.
Михайло Крат почав свою службу Україні у штабі київської військової округи.
В українському війську 1917, заступник начальника оперативного відділу КВО, член УГВК, заступник командира Запорізької дивізії, командир 8-го Чорноморського полку 3-ї Залізної стрілецької дивізії, на більшовицькому і денікінському фронтах. Генерал Крат на чолі 8-го Чорноморського полку розгромив на Поділлі денікінський полк і захопив у полон 600 московських вояків. З квітня 1918 року — помічник Гадяцької земської управи. З 16 січня 1919 року — начальник Республіканської дивізії Дієвої Армії УНР.
Михайло Крат був начальником оперативного відділу штабу 3 Залізної Дивізії, пізніше і до закінчення Першому Зимовому поході — начальником штабу Запорізької дивізії. Пані Крат, виконуючи обов'язки зв'язкової, два рази потрапляла у більшовицький полон, але щасливо повернулася до своїх.
Влітку і восени 1920 року — заступник командира Окремого кінно-гірського дивізіону О. Алмазова в боях на більшовицькому фронті. У листопаді був інтернований у Польщі й у складі дивізіону перебував у таборі на Лобзові (передмістя Кракова) та в с. Броновицях. Разом з інтернованою армії УНР генерал Крат перебував у Польщі аж до вибуху Другої світової війни. З причин трагічних подій 1920 року дружина генерала була змушена залишитися на окупованій більшовиками Україні. Аж 1923 року у грудні таємно перейшла Збруч з малою донькою до свого чоловіка.
У Другій світовій війні — командир 1-ї дивізії УНА, яка здалася в полон британській армії на півдні Австрії та Балканах, від 1945 року до 1948 — у таборі військовополонених в Італії. Завдяки його зусиллям у таборі діяли українські культурно-освітні заклади: театр, гімназія, хор, художні майстерні, а також спортивний клуб. 1950 року українським воякам дозволено полишити табори, Михайло Крат став автором мемуарів, з генералом О. Вишнівським видали історію 3-ї Залізної дивізії УНР.
Після звільнення з полону емігрував до США. Уряд УНР на вигнанні надав йому звання генерал-хорунжого (1945).
Помер 1979 року в Детройті, похований на українському православному цвинтарі в Саут-Баунд-Бруку, штат Нью-Джерсі.

## Нагороди

### НагородиУНР
- Залізний хрест УНР
- Хрест Симона Петлюри
- Воєнний хрест

### НагородиРосійської імперії
- Орден святого Георгія 4-го ступеня
- Орден святого Володимира 4-го ступеня

### НагородиЮгославії
- Офіцер Ордену Зірки Карагеоргія з мечами

## Вшанування пам'яті
31 січня 2024 року у місті Луцьк вулицю Павлова перейменували на вулицю Михайла Крата.